# 蒋光太
蔣光太，原名泰亚斯·查尔斯·布朗宁（英語：Tyias Charles Browning，1994年5月27日—），英国出生的中国籍足球运动员，司职后卫，现效力于中超联赛球队上海海港。

## 生平
据考证，布朗宁的外祖父蒋英荣（英語：Ying Wing Chiang，1935-1992）是中国广东新会梅阁村人，年轻时在香港和英国工作，后在英国馬格斯菲特成為一名廚師，与一名黑人女子结婚，生下布朗宁的母亲。布朗宁本人为华裔英国人第三代，生于英国利物浦。
2019年，布朗宁取得中國國籍。布朗宁入籍中国后随母亲姓蒋，为梅阁蒋氏第22代，按族谱应为“光”字辈。原本布朗宁拟取“蒋光泰”作为自己的中文名，但因“泰”字笔画较多，遂将中文名改為读音相同且笔画更少的“蔣光太”。

## 俱乐部生涯

### 英格兰联赛
布朗宁出自埃弗顿青训体系，曾先后效力于埃弗顿、威根、普雷斯顿、桑德兰等球队。

### 广州恒大
2019年2月20日，广州恒大淘宝足球俱乐部正式宣布与布朗宁签约，同时恒大方面表示布朗宁归化中华人民共和国国籍的手续正在办理中。由于加入恒大时，布朗宁仍是英国籍，因此以外援身份加入。2019年，布朗宁入籍中国，改名为蒋光太。按照中国足协的归化球员相关规定，由于蒋光太的外祖父为中国大陆出生，故蒋光太被视为本土球员，不占用外援及非华裔归化球员名额。
2020赛季，蒋光太逐渐成为广州恒大淘宝后防线上的主力，亦有着不俗表现。

### 上海海港
2022年8月24日，上海海港宣布蒋光太加盟球队，并将身披3号球衣。9月20日，中国足球协会超级联赛第16轮，蒋光太首次代表俱乐部出场即取得进球，最终球队以2比1击败河南嵩山龙门足球俱乐部。

## 国家队生涯

### 英格兰国青队
布朗宁曾入选过英格兰U17、U19和U21代表队。2010年，布朗宁第一次随英格兰U17代表队出战。

### 入籍中国
随着国际足联通过球员转换会籍修改方案，曾代表英格兰出场的蒋光太获得了代表中国出战的资格。2020年9月29日，中国国足发布新一届集训队大名单，蒋光太位列其中。
2021年5月30日，蒋光太在2022年世界杯外圍賽亞洲區小组赛对阵关岛足球代表队的比赛中完成国足首秀，这也是蒋光太代表中国队出战的第一场国际A级赛事。
2023年12月，蒋光太入选中国国家队出征2023年亚足联亚洲杯的26人大名单。

## 榮譽
广州恒大淘宝
- 中國足球協會超級聯賽冠軍 : 2019

上海海港
- 中國足球協會超級聯賽冠軍 : 2023